# Ard Schenk
Adrianus (Ard) Schenk (Anna Paulowna, 16 september 1944) is een Nederlandse voormalige langebaanschaatser. Schenk werd driemaal wereldkampioen allround bij de amateurs en eenmaal bij de profs. Daarnaast won hij drie gouden olympische titels en werd hij even vaak Europees kampioen bij de amateurs en een keer bij de profs.
De jaren dat Schenk zijn schaatssuccessen vierde, gaan door voor het tijdperk van 'Ard en Keessie'. Met Keessie wordt Kees Verkerk bedoeld, zijn belangrijkste Nederlandse rivaal op het ijs. Schenk en Verkerk waren tijdens hun schaatsloopbaan immens populair in Nederland.

## Biografie

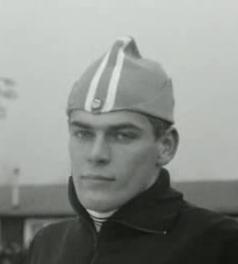
Ard Schenk in 1965.

Schenk werd geboren als zoon van de boer Klaas Schenk, die later coach van de Nederlandse schaatsploeg zou worden, en Elisabeth Bakker.
Schenk maakte deel uit van een zeer sterke lichting, die in de jaren zestig opkwam. In 1965 debuteerde hij onder leiding van coach Anton Huiskes met een derde plaats bij de WK allround. Het jaar daarna werd hij Europees kampioen in dezelfde discipline, en aan het eind van het seizoen stond hij eerste op de wereldranglijst.
Aanvankelijk werd Schenk in Nederland overklast door Verkerk, die in 1966 wereldkampioen werd en in 1967 zowel het EK als het WK op zijn naam schreef. Ook kwam Schenk nog weleens ten val, zoals in 1967 bij de EK, in 1969 bij de WK en in 1972 bij de Olympische Spelen. Vanaf 1970 was hij drie jaar achter elkaar de beste schaatser bij de amateurs ter wereld. In 1970 en 1972 combineerde hij de wereldtitel met de Europese. In 1971 werd hij wereldkampioen met winst op drie van de vier afstanden en reed hij dat seizoen op de 1500 meter in Davos voor het eerst onder de twee minuten, in 1972 won hij ze allemaal.
Bij de Olympische Spelen van 1972 in Sapporo verspeelde Schenk met een val zijn kansen op de 500 meter, maar daarna was hij van zeldzame klasse: hij won het goud op de drie overige afstanden. Bij de 10.000 meter werd op aandringen van trainer Leen Pfrommer de startvolgorde gewijzigd, zodat Verkerk in plaats van Schenk als eerste zou starten. Verkerk had totdat Schenk op het ijs verscheen, de beste tijd neergezet.
Schenk grossierde in wereldrecords: hij reed er achttien gedurende zijn carrière. Aan het eind van het seizoen 1970-1971 stonden alle records, behalve die op de 500 meter, kleine vierkamp en sprintvierkamp op zijn naam (1000, 1500, 3000, 5000, 10.000 meter, grote vierkamp). Hij was ook de eerste die onder de vijftien minuten reed op de 10.000 meter en de 1500 meter binnen de twee minuten.
Aan het eind van het seizoen 1972 stapte Schenk, samen met een dozijn andere topschaatsers, over naar het nieuw opgestarte profcircuit van de International Speed Skating League en werd daar één keer wereldkampioen. Tot 1976 stond Schenk bovenaan de wereldranglijst aller tijden, de zogenaamde Adelskalender.
Na zijn actieve loopbaan was Schenk kort schaatsverslaggever bij Studio Sport. Later trad hij op als chef de mission van de Nederlandse afvaardiging bij de Olympische Winterspelen van 1992, 1994 en 1998. Sinds 1 november 2012 is hij ambassadeur van het schoonrijden. Van beroep was hij fysiotherapeut in Purmerend.
Schenk verkocht zijn medailles en besteedde dit geld aan verschillende vakanties waaronder het maken van een trip door Amerika met een Ford Galaxie, die hij na afloop aan de jeugd van New York heeft geschonken.

## Onderscheidingen
- Schenk werd viermaal gekozen tot Sportman van het jaar
- Op 9 december 2005 kreeg Schenk uit handen van de voorzitter van NOC*NSF Erica Terpstra in de Oval Lingotto te Turijn samen met kunstrijdster Sjoukje Dijkstra, roeier Nico Rienks en judoka Anton Geesink de eerste Fanny Blankers-Koen Trofee uitgereikt.
- Op 20 maart 2010 werd Schenk met Verkerk benoemd tot erelid van de KNSB.

## Privéleven
Schenk trouwde op 18 oktober 1975 te Amstelveen met Christine Schermeij, die zes weken later plotseling overleed aan hartklachten. In 2004 trad hij opnieuw in het huwelijk.

## Records

### Persoonlijke records
| Afstand      | Tijd    | Datum            | Baan   |
| ------------ | ------- | ---------------- | ------ |
| 500 meter    | 38,9    | 15 januari 1971  | Davos  |
| 1000 meter   | 1.18,8  | 20 februari 1971 | Inzell |
| 1500 meter   | 1.58,7  | 16 januari 1971  | Davos  |
| 3000 meter   | 4.08,3  | 2 maart 1972     | Inzell |
| 5000 meter   | 7.09,8  | 4 maart 1972     | Inzell |
| 10.000 meter | 14.55,9 | 14 maart 1971    | Inzell |

### Wereldrecords
| Nr. | Afstand        | Tijd    | Datum            | Baan     |
| --- | -------------- | ------- | ---------------- | -------- |
| 1.  | 1500 meter     | 2.06,2  | 26 januari 1966  | Davos    |
| 2.  | 3000 meter     | 4.26,2  | 29 januari 1966  | Inzell   |
| 3.  | 1500 meter     | 2.05,3  | 30 januari 1966  | Inzell   |
| 4.  | 3000 meter     | 4.18,4  | 25 februari 1967 | Inzell   |
| 5.  | 1000 meter     | 1.20,6  | 28 februari 1967 | Inzell   |
| 6.  | 1000 meter     | 1.20,6  | 5 februari 1968  | Davos    |
| 7.  | 3000 meter     | 4.12,6  | 15 januari 1971  | Davos    |
| 8.  | 1500 meter     | 1.58,7  | 16 januari 1971  | Davos    |
| 9.  | Grote vierkamp | 171,317 | 31 januari 1971  | Oslo     |
| 10. | 10.000 meter   | 15.01,6 | 14 februari 1971 | Göteborg |
| 11. | Grote vierkamp | 171,130 | 14 februari 1971 | Göteborg |
| 12. | 1000 meter     | 1.18,8  | 20 februari 1971 | Inzell   |
| 13. | 5000 meter     | 7.12,0  | 13 maart 1971    | Inzell   |
| 14. | 10.000 meter   | 14.55,9 | 14 maart 1971    | Inzell   |
| 15. | Grote vierkamp | 168,248 | 14 maart 1971    | Inzell   |
| 16. | 3000 meter     | 4.08,3  | 2 maart 1972     | Inzell   |
| 17. | 5000 meter     | 7.09,8  | 3 maart 1972     | Inzell   |
| 18. | Grote vierkamp | 167,420 | 5 maart 1972     | Inzell   |

#### Wereldrecords laaglandbaan (officieus)
| Nr. | Afstand      | Tijd     | Datum            | Baan     |
| --- | ------------ | -------- | ---------------- | -------- |
| 1.  | 1500 meter   | 2.07,2   | 22 januari 1966  | Deventer |
| 2.  | 10.000 meter | 15.13,4  | 30 januari 1971  | Oslo     |
| 3.  | 1500 meter   | 2.02,3   | 31 januari 1971  | Oslo     |
| 4.  | 5000 meter   | 7.18,8   | 13 februari 1971 | Göteborg |
| 5.  | 10.000 meter | 15.01,6  | 14 februari 1971 | Göteborg |
| 6.  | 10.000 meter | 15.01,35 | 3 februari 1972  | Sapporo  |

### Adelskalender
Ard Schenk heeft twee periodes aan de top van de Adelskalender gestaan: eerst van 30 januari 1966 tot 26 februari 1967 (394 dagen) en een tweede keer van 13 februari 1971 tot 13 maart 1976 (1.855 dagen). In totaal heeft Ard Schenk 2.249 dagen aan de top van de Adelskalender gestaan.
Hieronder staan de persoonlijke records (PR's) waarmee Ard Schenk aan de top van de Adelskalender kwam en de PR's die hij had staan toen hij van de eerste plek verdreven werd. Tevens zijn de gegevens weergegeven van de schaatsers die voor en na hem aan de top van de lijst stonden.
| Datum      | 500 m | 1500 m  | 5000 m  | 10.000 m | Punten  | Voorganger / Opvolger |
| ---------- | ----- | ------- | ------- | -------- | ------- | --------------------- |
| 26-01-1966 | 41,6  | 2.06,9  | 7.38,6  | 15.47,8  | 177,150 | Per Ivar Moe          |
| 30-01-1966 | 41,0  | 2.05,3  | 7.35,2  | 16.02,8  | 176,426 |                       |
| 26-02-1967 | 40,7  | 2.04,2  | 7.35,2  | 15.51,2  | 175,180 |                       |
| 28-02-1967 | 42,0  | 2.03,9  | 7.26,6  | 15.35,2  | 174,720 | Kees Verkerk          |
| 03-02-1968 | 41,7  | 2.03,9  | 7.26,6  | 15.35,2  | 174,420 | Kees Verkerk          |
| 05-02-1968 | 40,0  | 2.02,5  | 7.38,1  | 15.33,5  | 173,318 | Magne Thomassen       |
| 07-02-1968 | 40,8  | 2.02,6  | 7.26,6  | 15.35,2  | 173,086 | Kees Verkerk          |
| 16-01-1971 | 39,9  | 1.58,9  | 7.13,2  | 15.03,6  | 168,033 | Kees Verkerk          |
| 13-02-1971 | 38,9  | 1.58,7  | 7.18,8  | 15.13,4  | 168,016 |                       |
| 04-03-1972 | 38,9  | 1.58,7  | 7.09,8  | 14.55,9  | 166,241 |                       |
| 13-03-1976 | 39,28 | 1.55,61 | 7.07,82 | 14.59,09 | 165,553 | Hans van Helden       |

## Resultaten

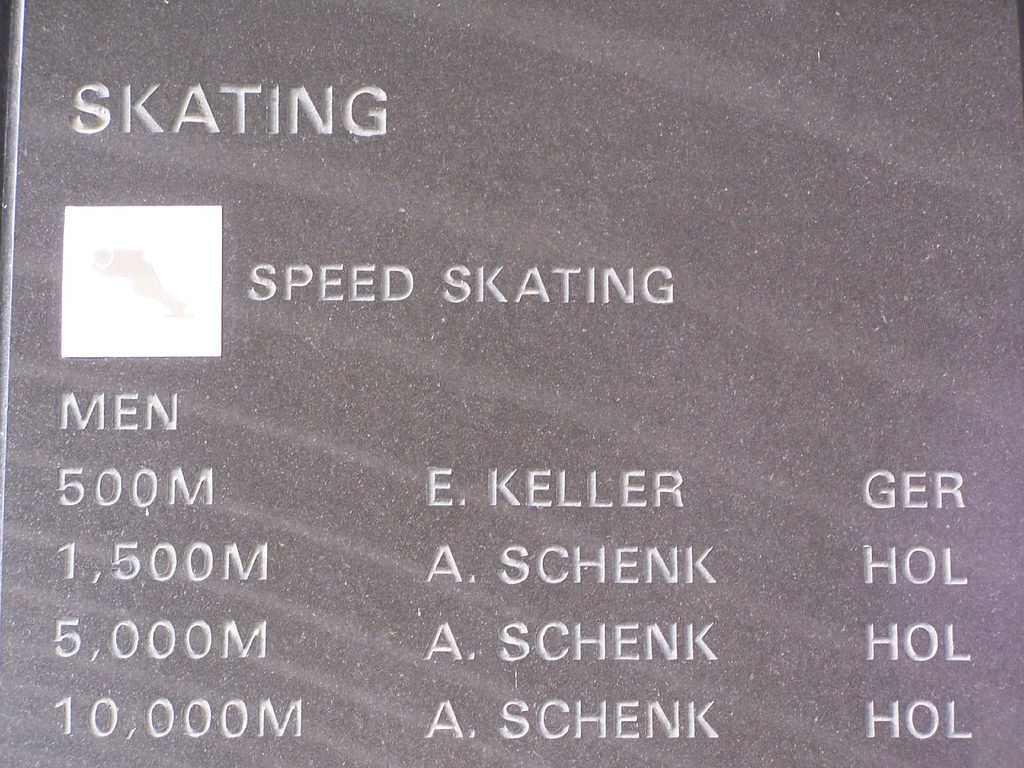
Drie gouden medailles bij de Olympische Spelen van 1972.

| Jaar | NK Allround | EK Allround | Olympische Spelen                 | WK Allround | WK Sprint | EK ISSL | WK ISSL |
| ---- | ----------- | ----------- | --------------------------------- | ----------- | --------- | ------- | ------- |
| 1964 | Zilver      | -           | 13e 1500m                         | 7e          |           |         |         |
| 1965 | Goud        | 5e          |                                   | Brons       |           |         |         |
| 1966 | Zilver      | Goud        |                                   | Zilver      |           |         |         |
| 1967 | Zilver      | 15e         |                                   | Zilver      |           |         |         |
| 1968 | Goud        | 6e          | 13e 500m · 1500m                  | Brons       |           |         |         |
| 1969 | Brons       | 4e          |                                   | 13e         |           |         |         |
| 1970 | Goud        | Goud        |                                   | Goud        | 6e        |         |         |
| 1971 | Zilver      | Zilver      |                                   | Goud        | Brons     |         |         |
| 1972 |             | Goud        | 34e 500m · 1500m · 5000m · 10000m | Goud        | Brons     |         |         |
| 1973 |             |             |                                   |             |           | Goud    | Goud    |
| 1974 |             |             |                                   |             |           | 6e      |         |

### Medaillespiegel
| Kampioenschap      | Goud | Zilver | Brons |
| ------------------ | ---- | ------ | ----- |
| NK Allround        | 3    | 4      | 1     |
| EK Allround        | 3    | 1      | 0     |
| Olympische Spelen  | 3    | 1      | 0     |
| WK Allround        | 3    | 2      | 2     |
| WK Sprint          | 0    | 0      | 2     |
| EK Allround - ISSL | 1    | 0      | 0     |
| WK Allround - ISSL | 1    | 0      | 0     |

## Trivia
- Schenk en Verkerk kwamen voor het eerst tegen elkaar uit in Graft op 17 februari 1963. Zij troffen elkaar op de 10 kilometer. Schenk won die afstand, maar Verkerk het eindklassement. Op basis van die resultaten werden beiden opgenomen in de nationale kernploeg.
- Zanger Johnny Hoes schreef over Schenk en Verkerk het lied "Ard en Keessie" waarmee hij in 1966 de hitparade haalde.
- Sinds 1990 bestaat er de Ard Schenk Award die jaarlijks wordt uitgereikt.
- In 2004 eindigde hij op nr. 114 in de verkiezing van de Grootste Nederlander.
- In 2008 was er onder leiding van Schenk een commissie die in opdracht van de KNSB onderzoek deed naar hervormingen in de sportstructuur.
- In 2009 verscheen Ard Schenk, de biografie van Bert Wagendorp, Wybren de Boer en Frans Oosterwijk. De eerste oplage (8.000 exemplaren) was binnen vier dagen uitverkocht.
- In 2011 verscheen Je tweede jeugd begint nu van Schenk, samen met Edwin van den Dungen.
- In 2020 eindigde Schenk op de 9e plek in de verkiezing van de beste Nederlandse Olympiër aller tijden, georganiseerd door het radioprogramma Langs de lijn en omstreken op NPO Radio 1.[4]